# Buslijn 125 (Nijmegen)
Buslijn 125 van Hermes (Breng), ook wel bekend als de Waalsprinter, was een buslijn in Nijmegen, tussen de P+R Nijmegen-Noord in Ressen en het centrum.

## Route
De buslijn reed vanaf de P+R Nijmegen-Noord over de Waalbrug naar het Keizer Traianusplein, waarna de bus een rondje reed over het Kelfkensbos, de Hertogstraat en de St. Canisiussingel. Hierbij werden de haltes Hunnerpark, Valkhof en Centrum Oost aangedaan, waarna er weer terug werd gereden naar de P+R.

## Dienstregeling
De buslijn was een zogenaamde "shopbus" en reed alleen op zaterdagen en koopzondagen. Op deze dagen reed de bus tussen 10:00 en 18:00 uur 4x per uur (in de zomervakantie op zaterdag 2x per uur). 

## Geschiedenis
Eind 2011 werd de buslijn afgesplitst van buslijn 325, de voormalige Waalsprinter. Deze buslijn reed ook vanaf de P+R naar het centrum van Nijmegen, maar reed vervolgens vanaf het Hertogplein over de Prins Bernhardstraat en de Heyendaalseweg naar de campus van de Radboud Universiteit. Op donderdagavonden (koopavonden), zaterdagen en koopzondagen reed de bus ook, maar keerde deze om bij het Hertogplein, waarmee een vergelijkbare route werd gereden als de huidige Waalsprinter nu rijdt. Vanaf 10 mei 2015 werd niet meer op koopavonden gereden. De buslijn reed vanaf nu enkel nog op zaterdag en koopzondag.
Op 3 januari 2021 werd deze lijn als gevolg van de coronapandemie tijdelijk opgeheven. Op 12 december 2021 keerde de buslijn weer terug. Per 10 december 2023 werd lijn 125 definitief opgeheven. Voortaan zou lijn 300 in het weekend meer ritten rijden tussen P+R Nijmegen Noord en station Nijmegen.

## Gebruik
Op deze lijn was een parkeerkaartje van de P+R geldig als vervoersbewijs naar het centrum. Deze parkeerkaartjes waren ook geldig op lijn 300. Door winkelpubliek met het openbaar vervoer te laten reizen werden de wegen rondom de binnenstad ontlast.